# 萬德弗盧山
46°20′44″N 8°27′52″E / 46.34556°N 8.46444°E
萬德弗盧山（義大利語：Pizzo Biela），是中歐的山峰，位於瑞士和意大利接壤的邊境，屬於勒蓬廷山的一部分，該山峰海拔高度2,863米，每年平均降雨量2,204毫米。